# Neujahrskonzert der Wiener Philharmoniker 1948

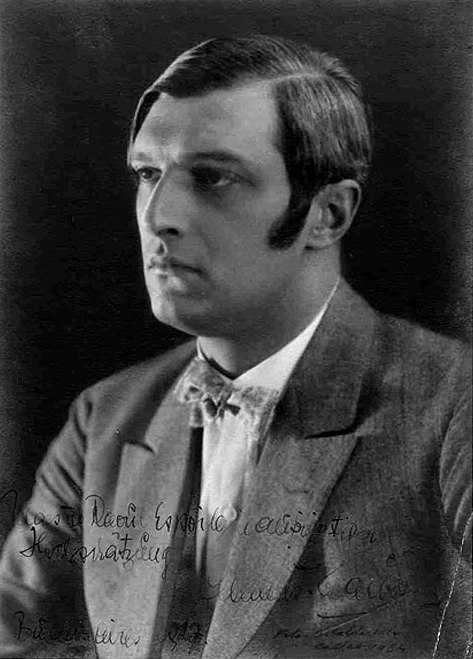
Clemens Krauss (1915)

Das Neujahrskonzert der Wiener Philharmoniker 1948 gilt als das achte Neujahrskonzert der Wiener Philharmoniker und fand am 1. Jänner 1948 im Goldenen Saal des Wiener Musikvereins statt. Dirigiert wurde es zum sechsten Mal von Clemens Krauss, der diese Institution 1941 gemeinsam mit den Wiener Philharmonikern ins Leben gerufen hatte.

## Zusammenfassung
Streng genommen war es das neunte Konzert zum Jahreswechsel, denn zur Jahreswende 1939/40 gab es bereits ein Außerordentliches Konzert der Wiener Philharmoniker, welches allerdings am Silvesterabend 1939 stattfand. Seit 1941 wurde es mit Ausnahme der Jahre 1946 und 1947, als er wegen seiner Nähe zum NS-Regime unter Dirigierverbot stand, von Clemens Krauss geleitet. 
Ebenfalls streng genommen war es das dritte Neujahrskonzert der Wiener Philharmoniker, denn erst Josef Krips führte 1946 diesen Titel ein, der fortan beibehalten wurde.

## Programm

### Hauptprogramm
1. Josef Strauss: Sphärenklänge, Walzer, op. 235
2. Josef Strauss: Heiterer Muth, Polka française, op. 281*
3. Josef Strauss: Arm in Arm, Polka mazur, op. 215*
4. Josef Strauss: Jokey-Polka, Polka schnell, op. 278
5. Johann Strauss (Sohn): Liebeslieder, Walzer, op. 114*
6. Johann Strauss (Sohn): Im Krapfenwaldl, Polka française, op. 336
7. Johann Strauss (Sohn): Unter Donner und Blitz, Polka schnell, op. 324
8. Josef Strauss: Mein Lebenslauf ist Lieb’ und Lust, Walzer, op. 263
9. Johann Strauss (Sohn) und Josef Strauss: Pizzicato-Polka
10. Josef Strauss: Ohne Sorgen, Polka schnell, op. 271
11. Johann Strauss (Sohn): Kaiser-Walzer, op. 437
12. Johann Strauss (Sohn): Vergnügungszug, Polka schnell, op. 281

### Zugaben
1. Johann Strauss (Sohn): An der schönen blauen Donau (Walzer), op. 314
2. Johann Strauss (Sohn): Perpetuum mobile, Musikalischer Scherz, op. 257

Werkliste und Reihenfolge sind der Website der Wiener Philharmoniker entnommen.
Die mit * gekennzeichneten Werke standen erstmals auf dem Programm eines Neujahrskonzertes.

## Besetzung (Auswahl)
- Clemens Krauss, Dirigent
- Wiener Philharmoniker